# Henry Gellibrand
Henry Gellibrand, född 1597 i London, död där 1636, var en engelsk astronom och matematiker.
Efter studier i Oxford var Gellibrand först präst i Chiddingstone, Kent. Senare studerade han matematik i Oxford och blev 1627 astronomiprofessor vid Gresham College i London efter Edmund Gunter. Han gav efter Henry Briggs död (1630) ut det andra bandet av Trigonometrica Britannica.
Känd blev Gellibrand särskilt genom sin upptäckt, att jordens magnetfält inte – som fortfarande William Gilbert menade – är konstant. Ett belägg för detta finns i kompassens missvisning, som ändras genom årtiondena. 
Gellibrand genomförde 1634 i London sorgfälligt kontrollerade mätningar av detta. Om sina experiment berättade han 1635 unter titeln: A discourse mathematical on the variation of the magnetical needle, together with its admirable diminution lately discovered.